# 拉武
拉武（法語：Lavoux，法語發音：[lavu]）是法国新阿基坦大区维埃纳省的一个市镇，位于该省中部，属于普瓦捷区和大普瓦捷城市公共社区。

## 地理
拉武（46°35'44"N, 0°31'46"E）面积15.03 平方千米，位于法国新阿基坦大区维埃纳省，该省份为法国中西部省份，北起曼恩-卢瓦尔省和安德尔-卢瓦尔省，西接德塞夫勒省，南至夏朗德省，东南接上维埃纳省，东临安德尔省。
与拉武接壤的市镇（或旧市镇、城区）包括：比纽、博讷、雅德尔、利尼耶、圣瑞利安拉尔、塞夫尔-昂克索蒙。
拉武的时区为UTC+01:00、UTC+02:00（夏令时）。

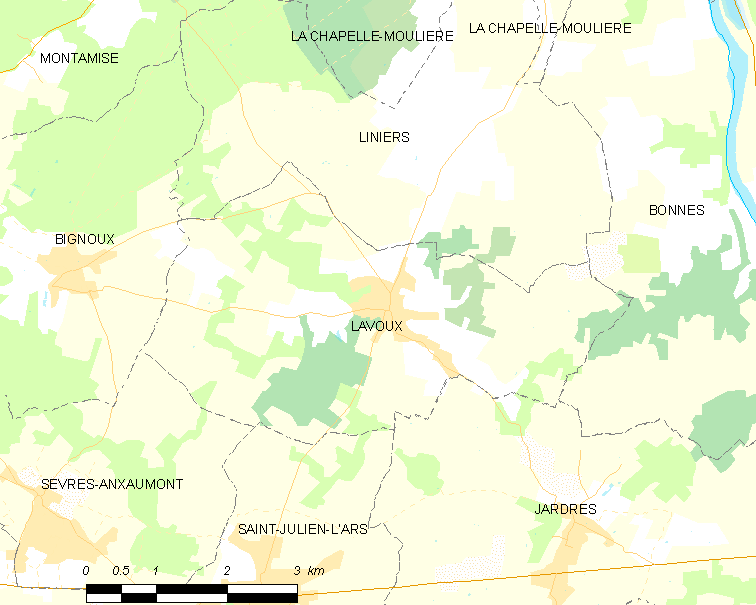
拉武的OSM定位图

## 行政
拉武的邮政编码为86800，INSEE市镇编码为86124。

## 政治
拉武所属的省级选区为普瓦图地区沙斯讷伊县。

## 交通
维埃纳省省道D1线、D20线和D139线在市中心交汇。

## 人口

1962-2008年间拉武人口变化图示

拉武于2022年1月1日时的人口数量为1179人。